# جريدة أوسلوبودينيي
أوسلوبودينيي (باللغة البوسنية:Oslobođenje) صحيفة في البوسنة والهرسك يقع مقرها في العاصمة سراييفو ولقد فازت الصحيفة بجائزة سخاروف لحرية الفكر عام 1993.